# قاسم‌آباد (گالیکش)
قاسم‌آباد روستایی در دهستان ینقاق بخش مرکزی شهرستان گالیکش استان گلستان ایران است.

## جمعیت
بر پایه سرشماری عمومی نفوس و مسکن در سال ۱۳۹۵ جمعیت این روستا ۴۶۴ نفر (۱۳۹خانوار) بوده‌است.